# Suite de triangles
Suite de triangles est une œuvre réalisée en 2007 par l'artiste suisse Felice Varini. Elle est située à Saint-Nazaire, en France. Comme de nombreuses œuvres de Varini, il s'agit d'une anamorphose, ici une suite de triangles rouges, qui ne peut être perçue convenablement qu'à partir d'un unique point de vue. Les éléments peints de l'anamorphose recouvrent de nombreux bâtiments qui entourent le port de Saint-Nazaire.

## Description
L'œuvre, lorsqu'elle est vue sous sa forme cohérente, est perçue comme une ligne horizontale sur laquelle se succèdent, alternativement au-dessus et en-dessous, des triangles rouges.

## Localisation
La forme cohérente de l'anamorphose n'est visible que depuis un point précis de la terrasse panoramique située sur le toit de l'écluse fortifiée conduisant au bassin de Saint-Nazaire.
Les formes nécessaires à l'anamorphose sont peintes directement sur les éléments architecturaux du port : silos, hangars, toits, etc. L'œuvre recouvre des espaces éloignés de 2 km, ce qui en faisait, à l'époque de l'installation, la plus grande œuvre entreprise par l'artiste.

## Implantation
L'œuvre est créée en 2007 par Felice Varini pour Estuaire 2007, une manifestation d'art contemporain qui a lieu le long de l'estuaire de la Loire, de Nantes à Saint-Nazaire. D'abord conçue comme une proposition éphémère, l'œuvre a été pérennisée (repeinte) à l'automne 2007 à la demande de la municipalité de Saint-Nazaire et de l'organisation Estuaire, avec l'accord de l'artiste. Il s'agit aujourd'hui de l'une des œuvres pérennes de cette manifestation : les éléments peints sont toujours en place.

## Artiste
Felice Varini, né en 1952 à Locarno en Suisse, est un peintre contemporain. Ses œuvres sont caractérisées par l'utilisation de l'espace architectural lui-même comme support pour sa peinture : chacune n'est perceptible dans sa totalité que depuis un unique lieu. Elles utilisent souvent des formes géométriques simples : cercles, lignes, triangles, etc..